# Melpomene melanosticta
Melpomene melanosticta är en stensöteväxtart som först beskrevs av Kze., och fick sitt nu gällande namn av Alan Reid Smith och R. C. Moran. Melpomene melanosticta ingår i släktet Melpomene och familjen Polypodiaceae. Inga underarter finns listade.